# Deutsche Nationalbibliothek
Die Deutsche Nationalbibliothek (DNB), ehemals Die Deutsche Bibliothek (DDB), ist die zentrale Archivbibliothek für alle Medienwerke in deutscher Sprache aus dem In- und Ausland und das nationalbibliografische Zentrum Deutschlands.
Die Deutsche Nationalbibliothek hat zwei Standorte: Leipzig (ehemals Deutsche Bücherei, seit 2010 auch Deutsches Musikarchiv) und Frankfurt am Main (ehemals Deutsche Bibliothek).
Sie erfüllt die Aufgaben einer Nationalbibliothek ab dem Erscheinungsjahr 1913. Ihre vordringlichste Aufgabe ist zu sammeln, zu verzeichnen und die Medienwerke der Öffentlichkeit zur freien Verfügung zu stellen. Sie ist die größte Bibliothek der Bundesrepublik Deutschland und im deutschen Sprachraum sowie eine der größten Bibliotheken der Welt.

## Name
Die Bezeichnung Deutsche Nationalbibliothek, die durch das Gesetz über die Deutsche Nationalbibliothek im Jahr 2006 eingeführt worden war, wurde kritisiert. Im Gegensatz zu Nationalbibliotheken anderer Länder beginne das Sammelgebiet im Wesentlichen erst mit dem Erscheinungsjahr 1913, ältere deutschsprachige Literatur wäre durch mehrere Bibliotheken im Rahmen des Programms Sammlung Deutscher Drucke erworben; fremdsprachige Literatur des Auslandes wird repräsentativ vor allem von den Sondersammelgebietsbibliotheken, einschließlich der Zentralen Fachbibliotheken, gesammelt. Klassisch liegt diese Aufgabe ebenfalls bei der Nationalbibliothek, weshalb bisher in der Fachliteratur von einer verteilten Nationalbibliothek gesprochen wurde.
Insbesondere die beiden großen Universalbibliotheken der Bundesrepublik Deutschland, die Staatsbibliothek zu Berlin und die Bayerische Staatsbibliothek, bewerteten die Namensänderung eher negativ, weil sie den Eindruck hätten, dass dadurch ihre Rolle im Bereich der Literaturversorgung nicht ausreichend gewürdigt würde. Nach einer gemeinsamen Erklärung der Leiter der Deutschen Nationalbibliothek und der Staatsbibliotheken in Berlin und München ändert die Umbenennung „nichts an der arbeitsteiligen Wahrnehmung nationalbibliothekarischer Aufgaben im Sinne des bewährten Modells einer Virtuellen Nationalbibliothek, das seine Leistungsfähigkeit und Reputation erst aus der gemeinschaftlichen Aufgabenwahrnehmung gewinnt“.
Mit einem Abstand von zehn Jahren bezeichnete 2016 der Urheberrechtler Eric W. Steinhauer die damalige Debatte um die Umbenennung der Bibliothek als „kaum noch nachvollziehbar“. Das Thema habe sich seitdem „vollkommen erledigt“.

## Geschichte
Im deutschen Sprachraum gab es aufgrund der föderalistischen Struktur und geschichtlichen Entwicklung bis 1912 keine Bibliothek, welche die nationalbibliothekarischen Aufgaben zentral betreute. Die Aufgaben übernahmen mehrere große national bedeutende Bibliotheken für ihre jeweiligen Länder. Für Bayern war dies die Bayerische Staatsbibliothek und für Preußen die Preußische Staatsbibliothek, heute Staatsbibliothek zu Berlin – Preußischer Kulturbesitz. Weitere Länderbibliotheken handelten entsprechend.

### Vor 1912
Ein früher Vorschlag zur Einrichtung einer deutschen Nationalbibliothek wurde im Oktober 1843 an die Preußische Akademie der Wissenschaften herangetragen und abgelehnt. Karl Bernhardi, der als Bibliothekar in Kassel Nachfolger von Jacob Grimm war, schlug die Einrichtung einer deutschen Nationalbibliothek mit Pflichtexemplarrecht vor, da die damaligen Regionalbibliotheken nur Gelehrten in ihrer nächsten Umgebung zugänglich waren. Der erste Versuch einer deutschen Nationalbibliothek ist die inzwischen unter dem Namen Reichsbibliothek bekannte Paulskirchenbibliothek, als deren Reichsbibliothekar der Sinologe Johann Heinrich Plath fungierte. Die Sammlung von mehreren tausend Bänden wurde ursprünglich 1848/49 von deutschen Buchhändlern der Paulskirchenversammlung als Grundstock einer Parlamentsbibliothek zur Verfügung gestellt. Sie befindet sich inzwischen in der Deutschen Bücherei in Leipzig. Schließlich erarbeitete Hofrat Erich Ehlermann für den Börsenverein des Deutschen Buchhandels einen Entwurf für eine Reichsbibliothek.

### 1912 bis 1945

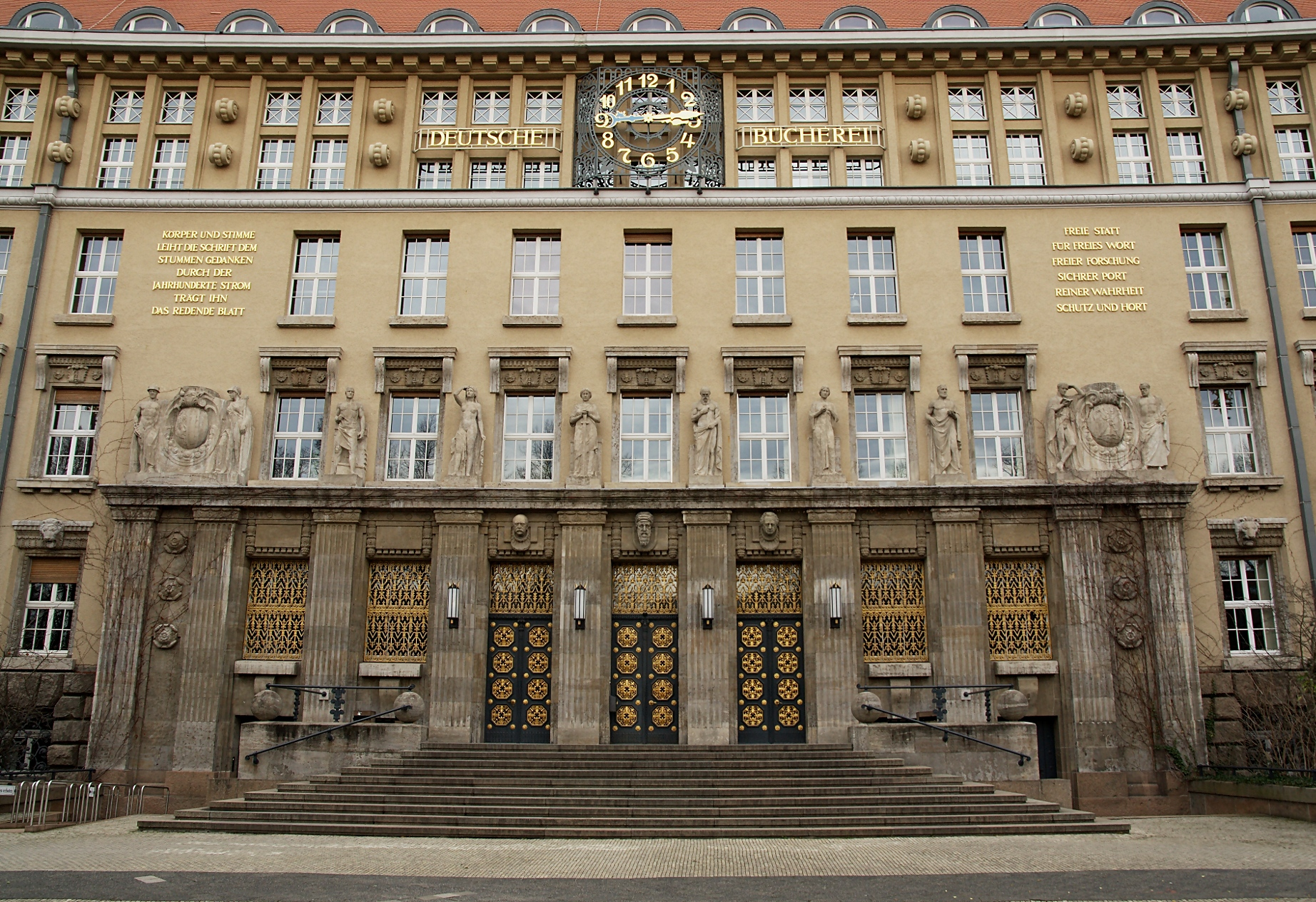
Haupteingang des Hauptgebäudes in Leipzig

Am 3. Oktober 1912 wurde in Leipzig die „Deutsche Bücherei“ als Archivbibliothek gegründet. Gründer war der Börsenverein der Deutschen Buchhändler zu Leipzig, unterstützt durch das Königreich Sachsen und die Stadt Leipzig. Die „Deutsche Bücherei“ sollte das nationale Schrifttum ab 1913 vollständig sammeln und archivieren und als Archiv des deutschen Schrifttums fungieren. Ihr Auftrag war es, die gesamte ab 1. Januar 1913 in Deutschland erschienene deutschsprachige und fremdsprachige Literatur sowie die ausländische Literatur in deutscher Sprache zu sammeln, in einer Nationalbibliografie zu verzeichnen und für jedermann unentgeltlich zur freien Verfügung zu stellen.
1921 wurde der „Deutschen Bücherei“ die Bearbeitung des „Täglichen Verzeichnisses der Neuerscheinungen“ und des „Wöchentlichen Verzeichnisses der erschienenen und der vorbereiteten Neuigkeiten des Buchhandels“ durch den Börsenverein der Deutschen Buchhändler übertragen. 1931 erschienen erstmals die „Deutsche Nationalbibliographie“ in den Reihen A (Neuerscheinungen des Buchhandels) und B (Neuerscheinungen außerhalb des Buchhandels). Die Bearbeitung des „Halbjahresverzeichnisses der Neuerscheinungen des Deutschen Buchhandels“ und des „Deutschen Bücherverzeichnisses“ wurde nun durch die „Deutsche Bücherei“ übernommen.
1933 wurde die „Deutsche Bücherei“ dem Reichsministerium für Volksaufklärung und Propaganda unterstellt. Die nationalsozialistischen Maßnahmen zur kulturellen und geistigen Gleichschaltung wurden in Leipzig durch eine Dienststelle der NSDAP überwacht. Politisch missliebige Schriften oder Schriften von Exilanten durften nicht mehr in der Nationalbibliografie angezeigt werden. 1939 bis 1944 erschien die „Liste der in der Deutschen Bücherei unter Verschluss gestellten Druckschriften“. Bereits 1935 verpflichtete eine Anordnung der Reichskulturkammer die ihr unterstellten Verbände, Verlage und Einzelpersonen zur Abgabe ihrer Schriften an die Deutsche Bücherei; dies führte zur ersten gesetzlichen Pflichtexemplarregelung für den deutschsprachigen Raum. Während des Zweiten Weltkriegs lagerte die „Deutsche Bücherei“ rund 1,6 Mio. Bände aus. Trotz Brandschäden erlitt die „Deutsche Bücherei“ nur geringe Kriegsverluste.

### 1945 bis 1990

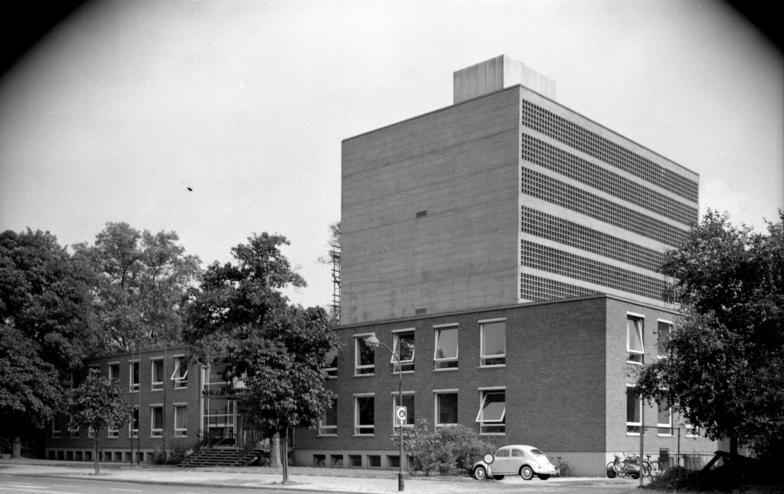
Deutsche Bibliothek, Frankfurt am Main, um 1959

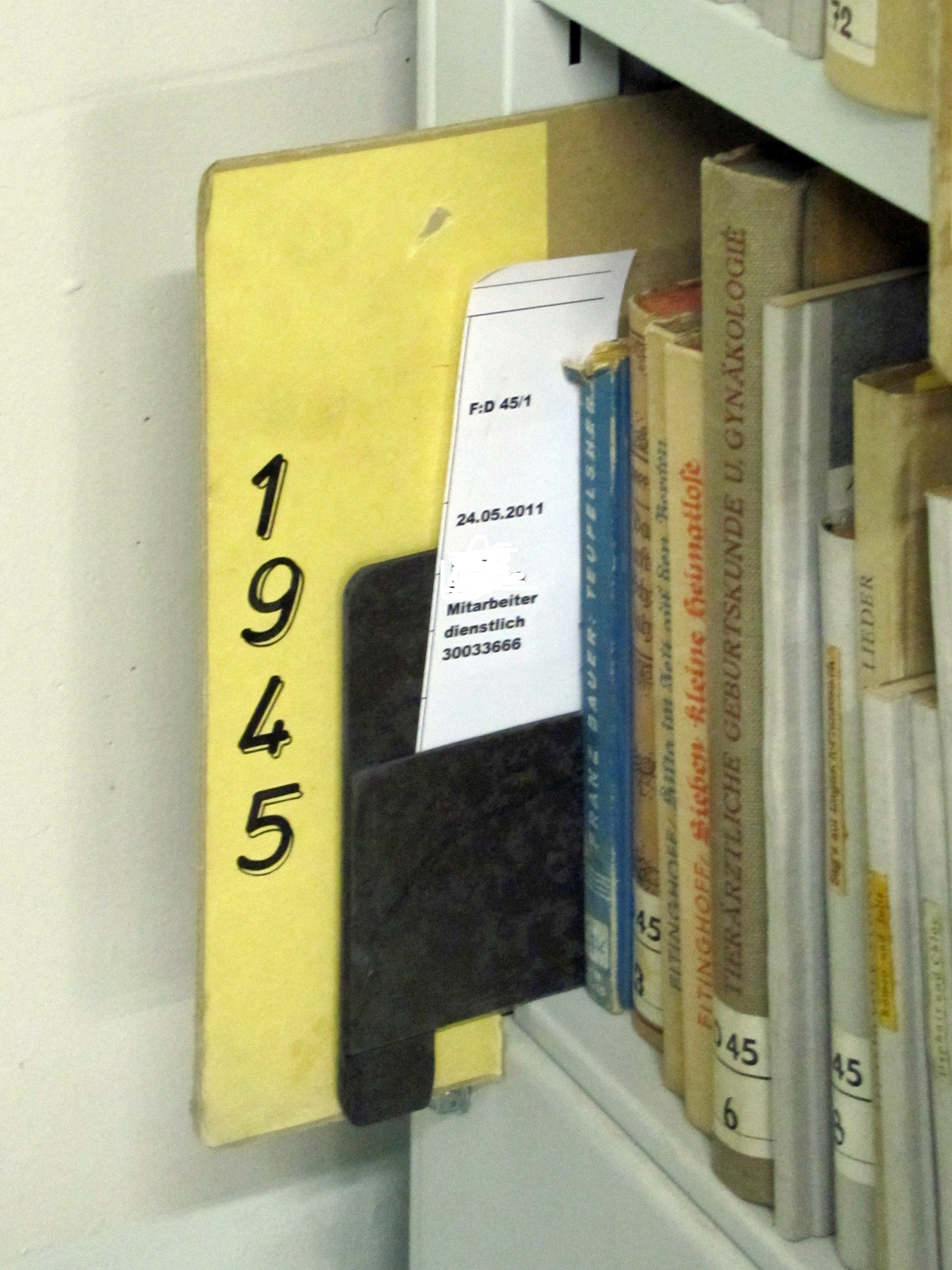
Beginn der Sammlung nach dem Zweiten Weltkrieg im Magazin in Frankfurt am Main

Die „Deutsche Bücherei“ in Leipzig wurde im November 1945 wieder eröffnet, dort erschien auch die „Deutsche Nationalbibliographie“ wieder. Durch die Teilung Deutschlands in vier Besatzungszonen verlor die „Deutsche Bücherei“ aber ihren Status als zentrale Archivbibliothek. In den Westzonen Deutschlands entwickelte sich ein Neuaufbau der buchhändlerischen und bibliothekarischen Institutionen in Frankfurt am Main. Die dort neu gegründete Archivbibliothek erhielt am 4. November 1946 offiziell den Namen „Deutsche Bibliothek“. Am 12. Dezember 1946 erschien dort erstmals die „Bibliographie der Deutschen Bibliothek, Frankfurt am Main“. Damit bestanden im geteilten Deutschland zwei Bibliotheken, welche die Aufgaben und Funktion einer Nationalbibliothek separat für den Osten (spätere Deutsche Demokratische Republik) und Westen (spätere Bundesrepublik Deutschland) wahrnahmen. Die erscheinenden nationalbibliografischen Verzeichnisse waren inhaltlich fast identisch. 1955 erhielt die „Deutsche Bücherei“ das Pflichtexemplarrecht per Anordnung und 1969 die „Deutsche Bibliothek“ per Gesetz.

### Nach 1990

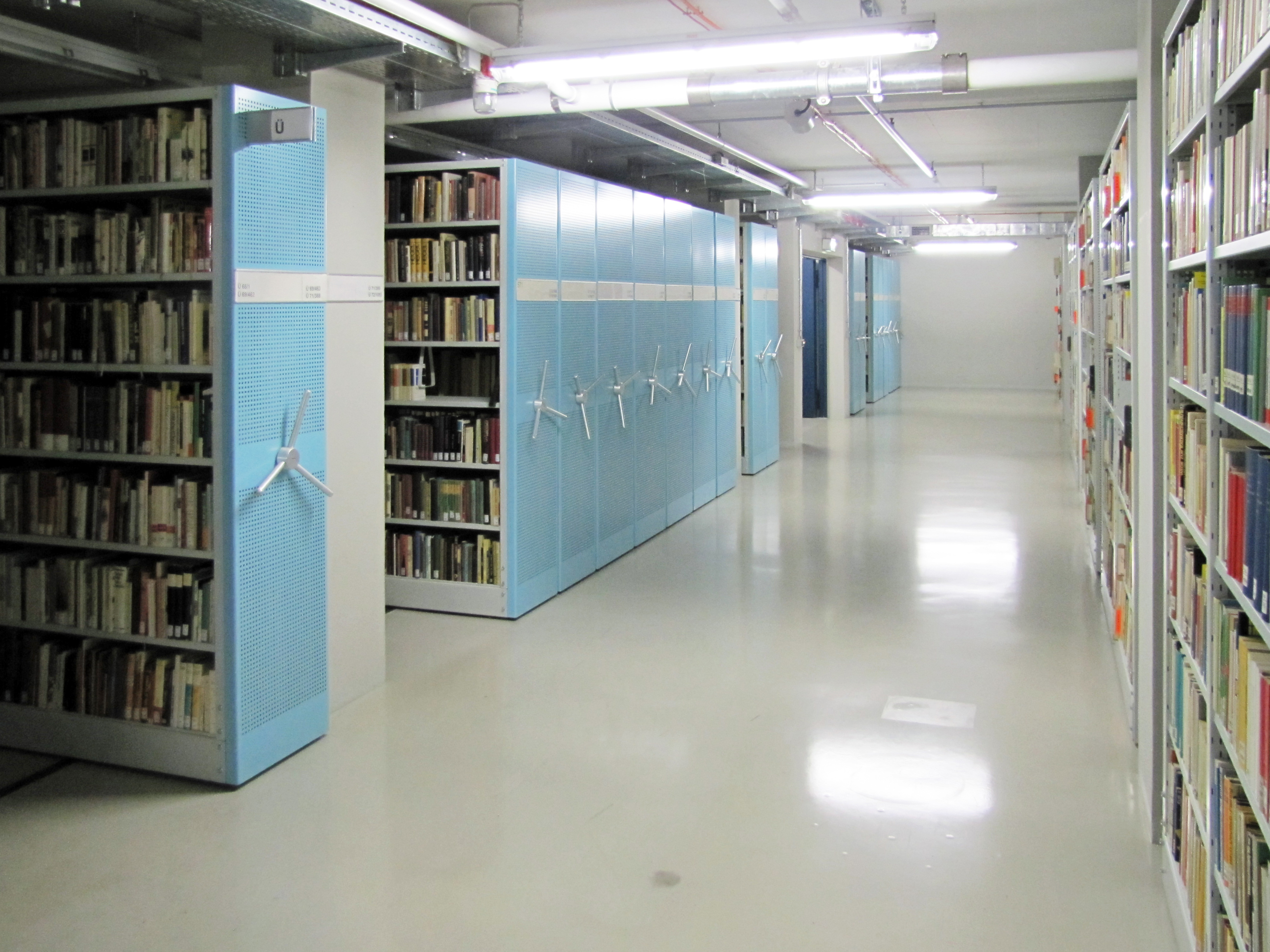
Magazin der Deutschen Nationalbibliothek in Frankfurt/Main

Mit der Wiedervereinigung Deutschlands wurden die „Deutsche Bücherei“ und die „Deutsche Bibliothek“ zu „Die Deutsche Bibliothek“ mit Standorten in Leipzig und Frankfurt sowie Sitz in Frankfurt vereinigt. Die Deutsche Bücherei hatte damals 8,8 Millionen und die Deutsche Bibliothek (einschließlich des Deutschen Musikarchivs in Berlin) 4,5 Millionen Medieneinheiten. Am 3. Januar 1991 erschien das erste gemeinsame Heft der „Deutschen Nationalbibliographie“. In beiden Häusern wurde weiter parallel das Schrifttum gesammelt und erschlossen, jedoch bestanden Vereinbarungen zur kooperativen Erwerbung und Erschließung. Die Deutsche Bibliothek Frankfurt bezog im Mai 1997 ein neues Gebäude in der Adickesallee. Mit einem Organisationserlass des Bundeskanzlers vom 27. Oktober 1998 wurde das Amt der oder des Beauftragten der Bundesregierung für Kultur und Medien geschaffen. Diese oberste Bundesbehörde übernahm vom Bundesinnenministerium die Rechtsaufsicht. 2006 wurde „Die Deutsche Bibliothek“ durch das „Gesetz über die Deutsche Nationalbibliothek“ in „Deutsche Nationalbibliothek“ umbenannt. Sie ist zentrale Archivbibliothek und nationalbibliografisches Zentrum der Bundesrepublik Deutschland. 2010 wurde das Deutsche Musikarchiv nach Leipzig verlegt.

### Hundertjähriges Jubiläum 2012
Für den 2. Oktober 2012 fand in Leipzig ein Festakt zum 100. Gründungsjubiläum statt. Das Jubiläumsprogramm umfasste Veranstaltungen in Leipzig und Frankfurt am Main. Außerdem war online die Teilnahme an der Aktion „Wir sind ein Jahrgang!“ möglich.
Anlässlich des Jubiläums erschien in vier Ausgaben das Magazin HUNDERT. Dies widmete sich allerdings nur zu einem geringen Teil der Historie der Deutschen Nationalbibliothek und ergab in der Außenwahrnehmung ein sehr lückenhaftes Bild. In der Folge veranlasste die Generaldirektion im Jahr 2014, dass zwei nicht dem Haus angehörende Wissenschaftshistoriker, Sören Flachowsky für den Zeitraum 1912 bis 1945 und Christian Rau für den Zeitraum 1945 bis 1990, umfassende bibliothekshistorische Studien zur Hausgeschichte verfassten, die im Jahr 2018 in drei Bänden mit zusammen über 2000 Seiten veröffentlicht wurden.

## Gesetzliche Grundlagen
Der gesetzliche Sammelauftrag der Deutschen Nationalbibliothek umfasst ab 1913 in Deutschland veröffentlichte Medienwerke (auf der Grundlage des Pflichtexemplarrechts) und im Ausland veröffentlichte Medienwerke in deutscher Sprache, Übersetzungen deutschsprachiger Medienwerke in andere Sprachen und fremdsprachige Medienwerke über Deutschland. Die Publikationen werden erschlossen, archiviert und zur Präsenznutzung bereitgestellt. Außerdem erstellt die Bibliothek die Deutsche Nationalbibliografie und unterhält einige Sondersammlungen (Deutsches Exilarchiv 1933–1945, Anne-Frank-Shoah-Bibliothek, Deutsches Buch- und Schriftmuseum).
Mit der am 29. Juni 2006 in Kraft getretenen Neufassung des Gesetzes über die Deutsche Nationalbibliothek (DNBG) wurde die seit 1990 „Die Deutsche Bibliothek“ genannte Bibliothek in „Deutsche Nationalbibliothek“ umbenannt. Sie ist eine rechtsfähige bundesunmittelbare Anstalt des öffentlichen Rechts und untersteht der Rechtsaufsicht der für Kultur und Medien zuständigen obersten Bundesbehörde.

## Aufgaben

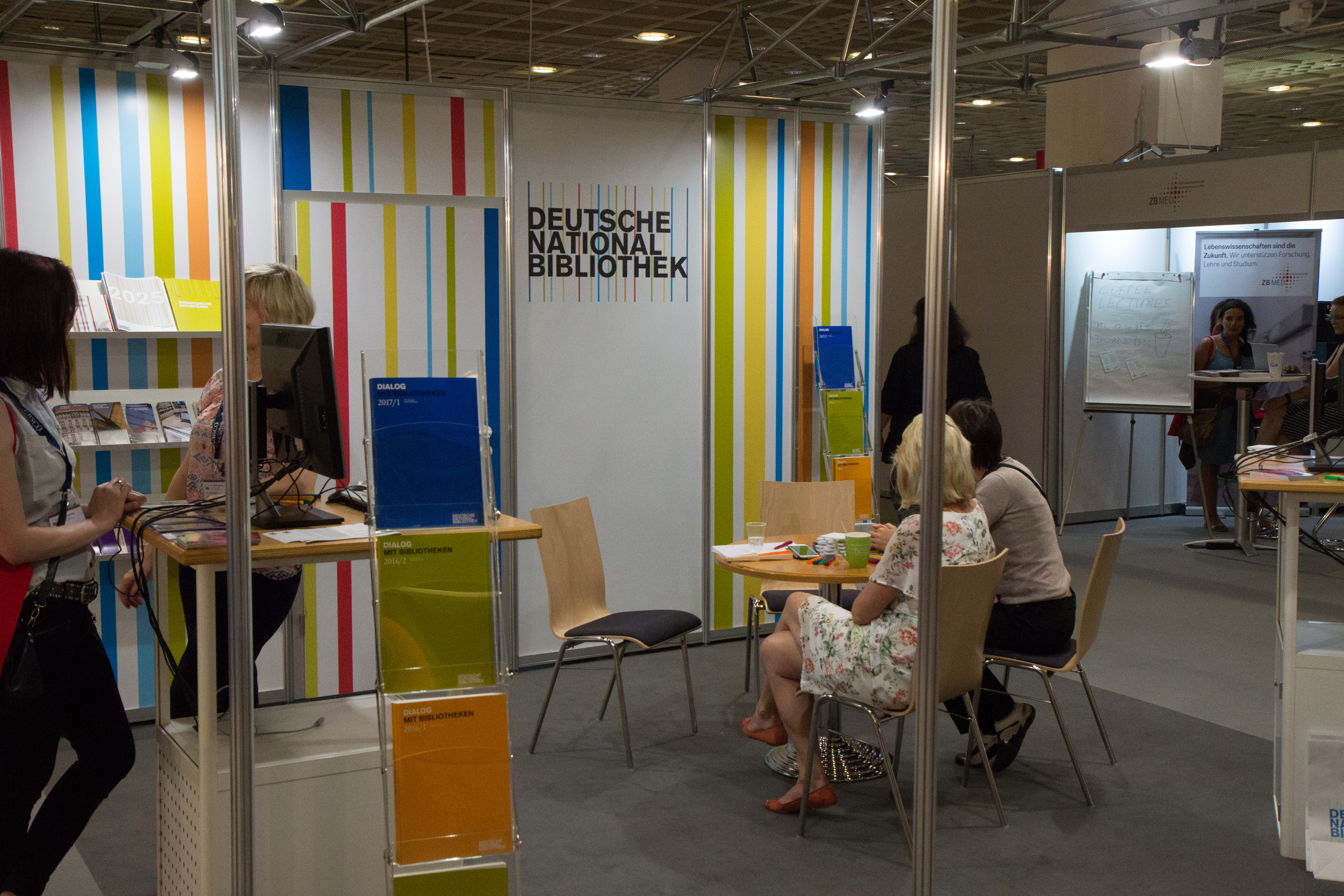
Stand der DNB auf dem 106. Deutschen Bibliothekartag 2017 in Frankfurt

Die „Deutsche Nationalbibliothek“ hat in ihrer Funktion als Archivbibliothek die Aufgabe, „die ab 1913 in Deutschland veröffentlichten Medienwerke und die ab 1913 im Ausland veröffentlichten deutschsprachigen Medienwerke, Übersetzungen deutschsprachiger Medienwerke in andere Sprachen und fremdsprachigen Medienwerke über Deutschland im Original zu sammeln, zu inventarisieren, zu erschließen und bibliografisch zu verzeichnen, auf Dauer zu sichern und für die Allgemeinheit nutzbar zu machen sowie zentrale bibliothekarische und nationalbibliografische Dienste zu leisten, das Deutsche Exilarchiv 1933–1945, die Anne-Frank-Shoah-Bibliothek sowie das Deutsche Buch- und Schriftmuseum zu betreiben, mit den Facheinrichtungen Deutschlands und des Auslands zusammenzuarbeiten sowie in nationalen und internationalen Fachorganisationen mitzuwirken“. Die klassischen Aufgaben einer Nationalbibliothek teilt sich die „Deutsche Nationalbibliothek“ mit der Staatsbibliothek zu Berlin und der Bayerischen Staatsbibliothek.

### Sammlung und Erwerbung
Jede in Deutschland veröffentlichte Publikation muss der Bibliothek in zwei Exemplaren zugesandt werden (Pflichtexemplar). Von dieser grundsätzlichen Pflicht gibt es jedoch zahlreiche Ausnahmen, die im Gesetz selbst und aufgrund entsprechender Ermächtigungen in einer Rechtsverordnung und in den sogenannten Sammelrichtlinien geregelt sind. So müssen zum Beispiel Filmwerke, sofern nicht Musik im Vordergrund steht, und solche Druckwerke nicht abgeliefert werden, die eine nur vorübergehende Bedeutung haben, aber möglicherweise trotzdem eine ISBN tragen (Warenbestellkataloge, Flugblätter, Werbedrucksachen, Eisenbahnfahrpläne, gebunden oder gefaltet, sowie deren Reprints und Ähnliches). Von den ablieferungspflichtigen Druckwerken wird je ein Exemplar in Leipzig und eines in Frankfurt am Main gesammelt. Für sehr aufwändig hergestellte Medien, die in geringer Stückzahl aufgelegt werden, können die Verleger einen Zuschuss zu den Herstellungskosten der abgelieferten Pflichtexemplare erhalten. Im Normalfall hat die Nationalbibliothek Anspruch auf unentgeltliche Überlassung der Medien. Die Bibliothek sammelt darüber hinaus (allerdings nur in einem Exemplar, das in Leipzig aufbewahrt wird) im Ausland erschienene deutschsprachige Werke, Übersetzungen aus dem Deutschen sowie ausländische Publikationen über Deutschland (Germanica). Spenden bibliografischer Einheiten werden gerne entgegengenommen, jedoch sollte vorher eine aufwandsmindernde Kontaktaufnahme erfolgen.

#### Erweiterte Ablieferungspflicht
Wer im Geltungsbereich des deutschen Rechts publiziert, muss seine Werke in zwei Exemplaren bei der Deutschen Nationalbibliothek abliefern. Das galt bis zum 28. Juni 2006 nur für „körperliche Werke“ (Bücher, CD-ROMs usw.); seit dem 29. Juni 2006 gilt diese Verpflichtung auch für „Medienwerke in unkörperlicher Form“, das sind Publikationen im Internet. Einzelheiten zur Ablieferungspflicht regeln die §§ 14 und 16 des DNB-Gesetzes.

#### Netzpublikationen
Im März 2002 haben „Die Deutsche Bibliothek“ und der Börsenverein des Deutschen Buchhandels eine Vereinbarung zur Ablieferung, Sammlung, Archivierung und Verzeichnung ihrer Netzpublikationen getroffen. Sie sieht die freiwillige Ablieferung der Verlage vor.
Eine wesentliche Erweiterung des Sammelauftrages, der nun über die unkörperlichen Medienwerke (Netzpublikationen) nur der Verlage hinausgeht, regelt das am 29. Juni 2006 in Kraft getretene Gesetz über die Deutsche Nationalbibliothek vom 22. Juni 2006 (BGBl. I S. 1338). Mit dem 2018 in Kraft getretenen Urheberrechts-Wissensgesellschafts-Gesetz wurde klargestellt, dass die DNB zum Sammeln von Inhalten auch Webharvesting betreiben darf.
Im Internet veröffentlichte E-Books, elektronische Zeitschriften und -zeitungen, Hochschulschriften, Noten, Hörbücher und Digitalisate müssen bei der deutschen Nationalbibliothek abgeliefert werden. Webseiten werden seit 2012 selektiv per Webharvesting, einem automatisierten Erfassen von Internetdokumenten zum Zwecke der Archivierung, gesammelt, wobei die Deutsche Nationalbibliothek auf einen Dienstleister zurückgreift. Die Auswahl der Webseiten erfolgt nach Themenkategorien und Ereignissen. Im Februar 2021 umfasste die Sammlung über 5.000 Webseiten. Da Webseiten dynamisch sind, kann immer nur eine Momentaufnahme gespeichert werden.
Aus urheberrechtlichen Gründen kann nur aus den Lesesälen auf gesammelte Webseiten zugegriffen werden. Wenn der Rechteinhaber zugestimmt hat, ist dies auch von außerhalb möglich.

### Standardisierungsarbeit
Die Deutsche Nationalbibliothek beteiligt sich an der Weiterentwicklung bibliothekarischer Regelwerke und Metadatenformate und arbeitet an Normdateien (Personennamendatei, Gemeinsame Körperschaftsdatei, Schlagwortnormdatei) für bibliographische Daten mit. Im April 2012 führte sie die Gemeinsame Normdatei (GND) ein.

### „Jüdische Periodika in NS-Deutschland“
In den Jahren 1997 bis 2006 digitalisierte die Deutsche Bibliothek (DDB) mit Unterstützung der Deutschen Forschungsgemeinschaft (DFG) in zwei Projekten jüdische Periodika aus NS-Deutschland und Exilzeitschriften aus den Sammlungen der DDB. Diese Sammlungen aus dem Zeitraum 1933 bis 1945 bestehen aus circa 30.000 bzw. 100.000 Seiten. Im Jahr 2004 stand die digitalisierte Fassung bereit und wurde im Internet veröffentlicht.

### Virtuelle Ausstellungen
Ab 2013 hat die Deutsche Nationalbibliothek mehrere virtuelle Ausstellungen zu unterschiedlichen Aspekten ihres Sammlungsbestandes initiiert:
- Künste im Exil,[20] veröffentlicht am 18. September 2013, ist ein Internet-Portal über Künstler, die aus politischen Gründen ins Exil flüchteten. Die Ausstellung, die vom Deutschen Exilarchiv 1933–1945 der DNB betreut wird, soll weltweit archivierte Dokumente über Emigration und Exil zusammenführen und so den Interessenten zur Verfügung stellen.[21] Der Schwerpunkt soll zunächst auf der Zeit von 1933 bis 1945 liegen und später auch die Emigration aus der DDR und dem kommunistischen Osteuropa einbeziehen.
- Zeichen – Bücher – Netze: Von der Keilschrift zum Binärcode,[22] die zweite virtuelle Ausstellung, veröffentlicht am 18. Mai 2014, ist ein mediengeschichtliches Angebot des Deutschen Buch- und Schriftmuseums der DNB. Sie erzählt in verschiedenen Themenmodulen Kulturgeschichte aus dem Blickwinkel von Schrift und Buch bis zur digitalen Netzwelt und spannt dabei einen zeitlichen Bogen von der Frühgeschichte bis heute.
- Die Weltkriegssammlung, eine Sammlung von Dokumenten zum Ersten Weltkrieg, welche 1914 durch die Deutsche Bücherei begonnen wurde, wurde zum Gedenkjahr 2014 neu erschlossen, zum Teil digitalisiert und in einer virtuellen Ausstellung im Juni 2014 präsentiert.[23] Sie soll Mediengeschichte in Verbindung mit dem Krieg erfahrbar machen. Dabei wird stark Bezug auf die Deutsche Bücherei, ihre Sammel- und Ausstellungsaktivitäten sowie einzelne Mediengattungen und Medienwerke genommen.

## Sitz, Standorte und Leitung

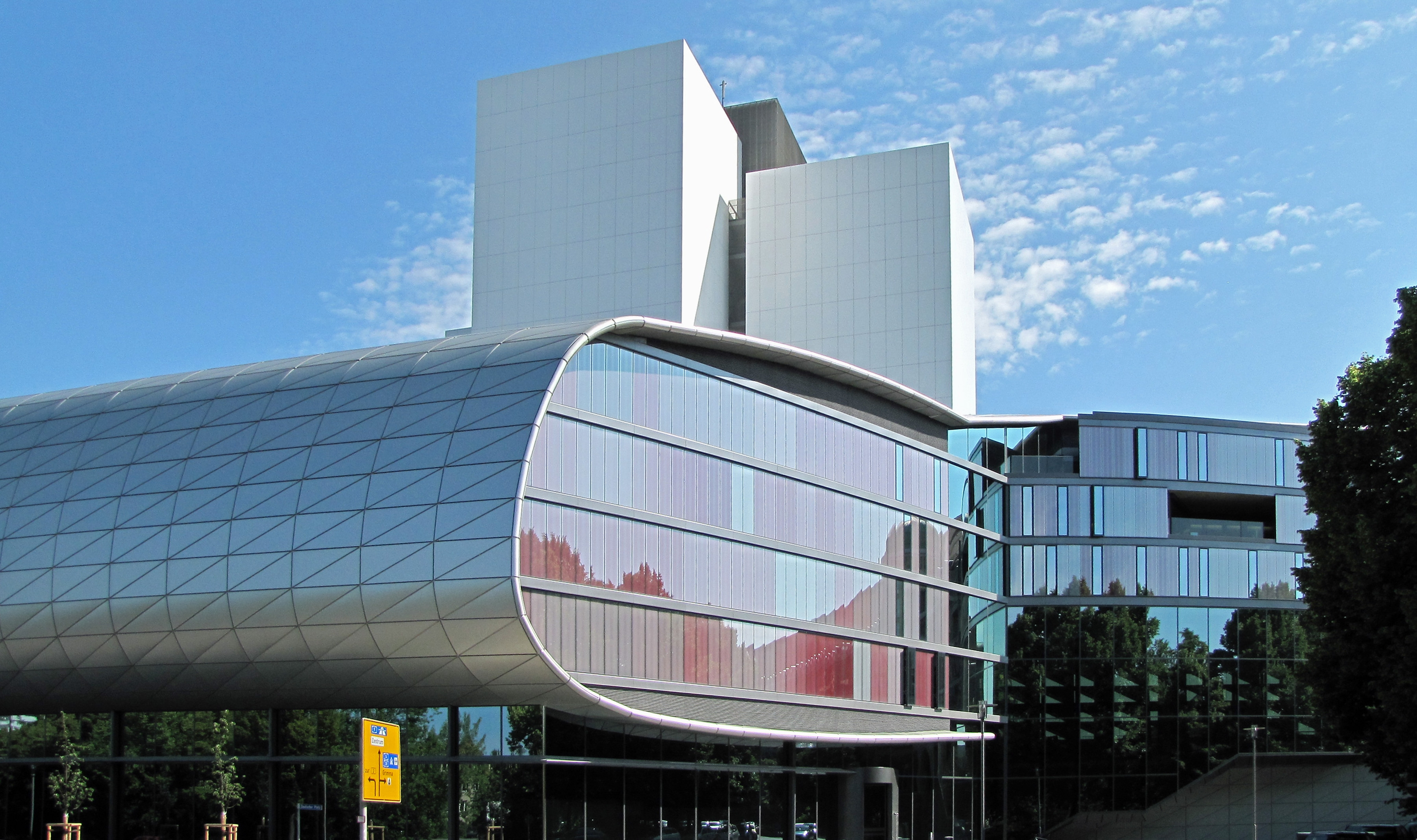
Deutsche Nationalbibliothek Leipzig

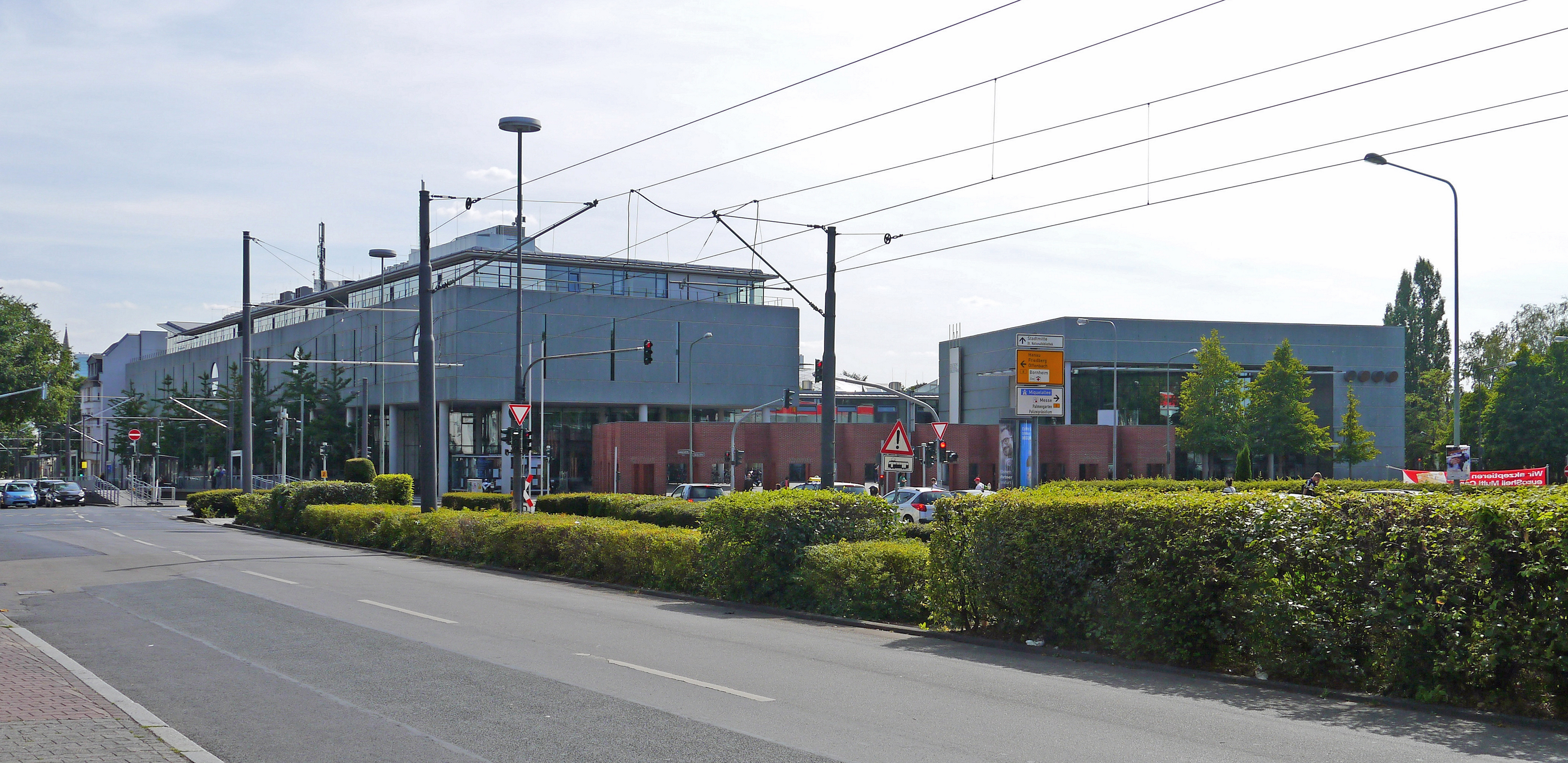
Deutsche Nationalbibliothek Frankfurt am Main

Sitz der Bibliothek ist Frankfurt am Main.
Die Bibliothek hat zwei Standorte:
1. Leipzig (ehemals Deutsche Bücherei)
2. Frankfurt am Main (ehemals Deutsche Bibliothek)

Bis 2010 befand sich der Standort des Deutschen Musikarchivs in Berlin.
Organe der Bibliothek sind gemäß § 5 DNBG:
- der 13 Mitglieder umfassende Verwaltungsrat, davon werden entsandt jeweils zwei Vertreter vom Deutschen Bundestag; drei Personen von der Bundesregierung, davon zwei aus der für Kultur und Medien zuständigen obersten Bundesbehörde; drei Mitglieder des Börsenvereins des Deutschen Buchhandels; ein Mitglied von der Deutschen Forschungsgemeinschaft, dem Deutschen Musikverlegerverband, dem Bundesverband der Phonographischen Wirtschaft sowie von der Stadt Frankfurt am Main und der Stadt Leipzig.
- die Generaldirektorin bzw. der Generaldirektor sowie
- die Beiräte.

Der Verwaltungsrat entscheidet durch Beschluss in „allen Angelegenheiten, die für die Bibliothek und ihre Entwicklung von grundsätzlicher oder erheblicher wirtschaftlicher Bedeutung sind“ (§ 6 Abs. 4 DNBG).
Die Generaldirektorin oder der Generaldirektor führt die Geschäfte der Bibliothek, soweit diese nicht durch förmliches Gesetz oder durch Satzungsrecht dem Verwaltungsrat zugewiesen sind oder der obersten Dienstbehörde obliegen. Sie oder er vertritt die Bibliothek gerichtlich und außergerichtlich und ist Vorgesetzter oder Dienstherr im arbeitsrechtlichen oder beamtenrechtlichen Sinne (§ 7 DNBG). Generaldirektor der Bibliothek ist seit Januar 2020 Frank Scholze. Seine Vorgänger waren Elisabeth Niggemann und Klaus-Dieter Lehmann. Ständige Vertreter sind Ute Schwens, in der Nachfolge von Kurt Nowak Direktorin in Frankfurt am Main, sowie Johannes Neuer, der auf Michael Fernau als Direktor in Leipzig folgte.
Als Beirat werden vom Verwaltungsrat bis zu zwölf Sachverständige berufen, die den Verwaltungsrat und die Generaldirektorin oder den Generaldirektor beraten, davon die Hälfte auf Vorschlag des Börsenvereins. Es gibt einen besonderen Beirat für das Deutsche Musikarchiv (§ 8 DNBG).
Als bundesunmittelbare und rechtsfähige Anstalt des öffentlichen Rechts regelt die Deutsche Nationalbibliothek ihre eigenen Angelegenheiten durch Satzungsrecht, das der Verwaltungsrat mit Dreiviertelmehrheit beschließt (§ 4 Abs. 1 DNBG).

## Größe

### Bestand
Der Gesamtbestand der Deutschen Nationalbibliothek zählte Ende 2019 ca. 39 Millionen Medieneinheiten. Zusammen mit der Sammlung Deutscher Drucke und den Sondersammelgebieten bildet die Deutsche Nationalbibliothek eine verteilte Nationalbibliothek für Deutschland.

### Personal und Haushalt
Die Bibliothek hatte Ende 2019 629 Personalstellen. Bei einem Haushaltsvolumen von 56,7 Millionen Euro im Jahr 2019 wird sie von der Bundesrepublik Deutschland mit einem jährlichen Beitrag von 55,2 Millionen Euro finanziert.

## Benutzung

### Benutzungsordnung
Die Deutsche Nationalbibliothek ist eine reine Präsenzbibliothek. Die Bestände dürfen also nur im Lesesaal benutzt werden. Einen Benutzungsausweis erhält jeder, der das 16. Lebensjahr vollendet hat und einen amtlichen Ausweis vorlegt. Seit dem 1. September 1997 ist eine Benutzungsgebühr zu entrichten, auch um die Lesesäle betreten zu können. Diese Gebühr entfällt ab dem 1. März 2020 bis zum 28. Februar 2025. Es gibt eine Beschränkung der gleichzeitig einsehbaren Werke. Einzelne Artikel oder Kapitel können auch gegen Gebühr als (digitale) Kopie bestellt werden. Werke, die zur Vermittlung elementaren Wissens (wie z. B. Schulbücher) oder zur Unterhaltung (wie z. B. Belletristik oder pornografische Literatur) dienen, können nur bei Nachweis eines wissenschaftlichen, beruflichen, fachlichen oder dienstlichen Interesses eingesehen werden. 2019 zählte die Deutsche Nationalbibliothek rund 179.000 Benutzer der Lesesäle. 2008 waren es noch 481.000.

### Kritik an „Digital statt gedruckt“
Am 7. November 2016 führte die Deutsche Nationalbibliothek eine Änderung der Nutzungsregeln unter dem Motto „Digital statt gedruckt“ ein. Gedruckte Bücher, für die auch Onlineversionen am Bildschirm verfügbar sind, werden im Regelfall nicht mehr zur Nutzung im Lesesaal ausgegeben.
Diese Änderung, die im Jahr 2016 300.000 Bücher betraf, löste eine Debatte aus. Thomas Thiel kommentierte: „Bericht aus einer Bibliothek, die keine mehr sein will“; und Hans von Trotha sprach von einem „Abschied vom gedruckten Buch“. Tilman Spreckelsen versteht in Bildschirm als Schonung die bevorzugte Bereitstellung paralleler E-Book-Ausgaben ebenso wie Joachim Güntner („In der analogen Welt beißen sich Sicherung und Nutzung“) oder Hans-Joachim Wätjen, Bibliotheksdirektor an der Uni Oldenburg, als Umsetzung des Auftrages einer nationalen Archivbibliothek. Die Bibliothek hob die Vorzüge der Onlinenutzung für die Erfüllung ihrer Aufgabe als Archivbibliothek hervor. Ute Schwens, die Direktorin des Standorts Frankfurt, sagte: „Mit erweiterten Funktionalitäten und der schnelleren Verfügbarkeit kommen wir den Wünschen unserer Benutzerinnen und Benutzer nach.“ Die Leiterin des städtischen Literaturarchivs München Monacensia, Elisabeth Tworek, hingegen plädierte für ihre Einrichtung für das gedruckte Buch und erklärte: „Zumal in Zeiten eines Kulturbruchs: Man kann den Generationen, die ans Buch gewöhnt sind, nicht den Zugriff darauf entziehen.“
Infolge der öffentlichen Debatte wurde die Nutzerordnung im Januar 2017 erneut angepasst und unter das korrigierte Motto „digital vor gedruckt“ gestellt. Gedruckte Bücher können seit Dezember 2016 ohne Begründung bestellt werden, allerdings muss dazu ein zusätzlicher Bestellvorgang telefonisch, persönlich oder per E-Mail ausgelöst werden. Diese Bücher sind im Katalog mit dem Vermerk „Benutzung nur nach Rücksprache“ gekennzeichnet und werden als „gesperrte Medien“ geführt.
Im April 2017 ist dieser Vorgang weiter vereinfacht worden, so dass seitdem eine gleichberechtigte Wahlmöglichkeit besteht. Weiterhin ist darauf aufmerksam gemacht worden, dass das Lesen gedruckter Bücher den Archivauftrag der Bibliothek gefährdet.
Die Bibliotheksleitung zieht damit die Konsequenzen aus den Ergebnissen der Nutzerbefragung 2016. Diese ergab unter anderem, dass 82,7 % der befragten Nutzer gedruckte Werke bevorzugen, nur 7,1 % hingegen digitale Angebote, während 6,8 % unentschieden blieben und 3,4 % keine Angaben zu dieser Frage machten. Die Autoren der umfangreichen Studie halten unter den vier wichtigsten Ergebnissen fest: „Nach wie vor lesen die allermeisten Nutzerinnen und Nutzer Bücher und Zeitschriften am liebsten in gedruckter Form. Ein Trend zum digitalen Medium lässt sich am ehesten bei den Onlinenutzerinnen und -nutzern der DNB feststellen. Als Lesegerät für digitale Medien werden überwiegend klassische Laptops und Rechner mit Bildschirmen bevorzugt.“

### Onlinekatalog
Im Katalog der Deutschen Nationalbibliothek kann online gesucht werden. Neben bibliographischen Daten sind teilweise biographische Daten und Verfügbarkeit der Werke im Buchhandel nachgewiesen. Aus dem Verzeichnis Lieferbarer Bücher (VLB) werden insbesondere die Ankündigungen von Verlagsveröffentlichungen übernommen.

## Film
- Der Bücherturm – 100 Jahre Deutsche Nationalbibliothek. Dokumentarfilm, Deutschland, 2012, 30 Min. Buch und Regie: René Römer, Produktion: MDR, Erstausstrahlung: 2. Oktober 2012.[51]